# Isaac de Benserade

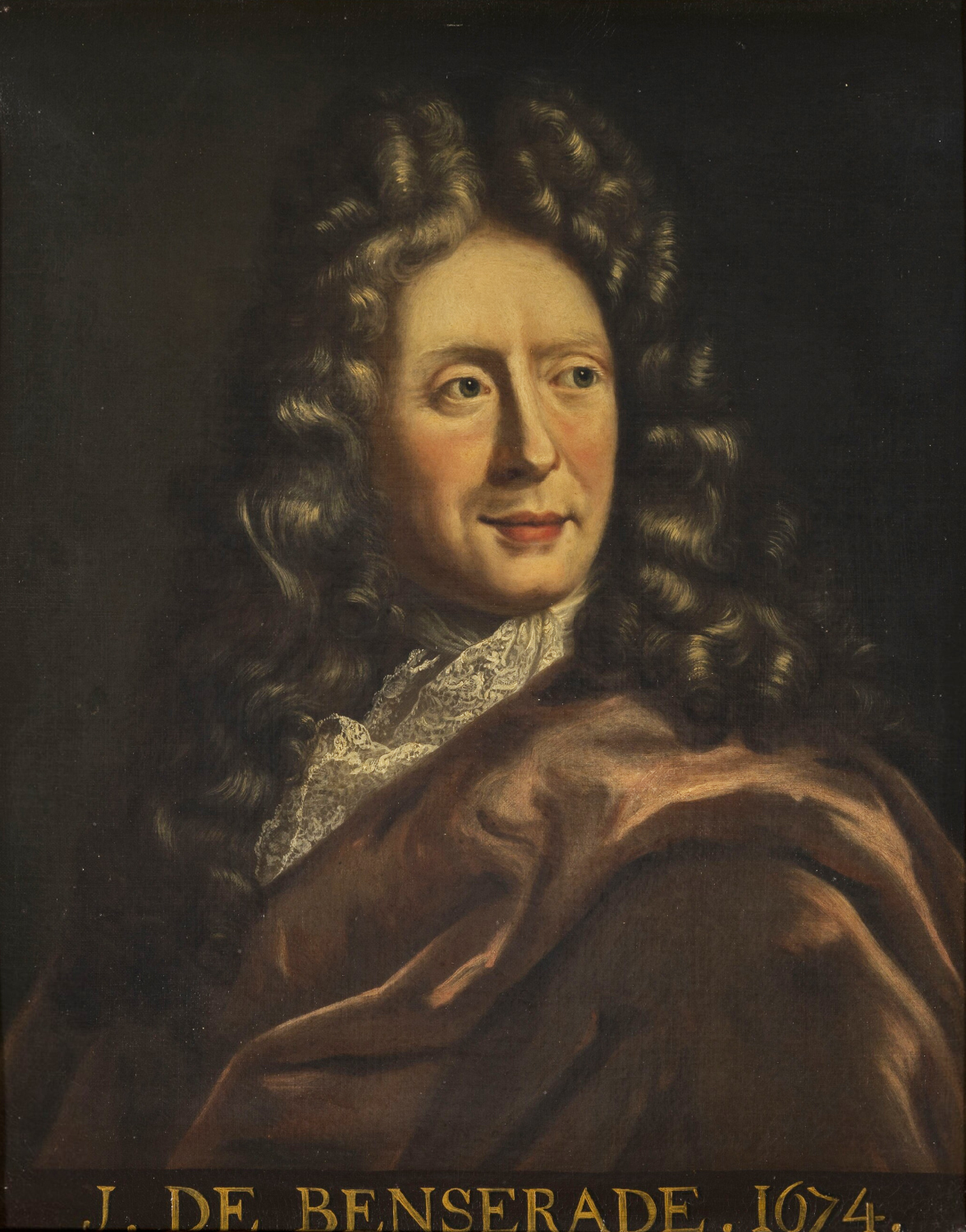
Isaac de Benserade

Isaac de Benserade (* 1612/1613 in Lyons-la-Forêt; † 19. Oktober 1691 in Paris) war ein französischer Dichter am Hofe des Sonnenkönigs Ludwig XIV.
Benserade hat an der Sorbonne Theologie studiert. Er war ein typischer Vertreter der Hofkultur seiner Zeit. Der sehr beliebte Günstling wurde von Richelieu, Mazarin und Ludwig XIV. protegiert. Er schrieb begleitende Gedichte für die königlichen Ballettaufführungen in Schloss Versailles des Komponisten Jean-Baptiste Lully. Zusammen mit seinem Rivalen Vincent Voiture war er der Hauptvertreter der damals florierenden Preziosität.

## Werke
- 1636 Cléopâtre
- 1637 La Mort d’Achille et la Dispute de ses armes
- 1637 Gustaphe ou l’Heureuse Ambition
- 1637 Iphis et Iante
- 1640 Méléagre
- 1647 Ballet de Cassandre
- 1648 Le Sonnet de Job
- 1651 Ballet des Fêtes de Bacchus
- 1653 Ballet de la Nuit
- 1654 Ballet des Proverbes
- 1654 Ballet des Noces de Pélée et de Thétis
- 1654 Ballet du Temps
- 1655 Ballet des Plaisirs
- 1655 Grand Ballet des Bienvenus
- 1656 Ballet de Psyché
- 1657 Ballet de l’Amour malade
- 1658 Ballet royal d’Alcidiane
- 1659 Ballet de la Raillerie
- 1661 Ballet royal de l’Impatience
- 1661 Ballet des Saisons
- 1663 Ballet des Arts
- 1664 Ballet des Amours déguisés
- 1664 Les Plaisirs de l’île enchantée
- 1665 Ballet royal de la Naissance de Vénus
- 1666 Ballet des Muses
- 1669 Ballet royal de Flore
- 1676 Métamorphoses d’Ovide en rondeaux
- 1678 Fables d'Ésope en quatrains
- 1681 Ballet du Triomphe de l’Amour
- 1682 Labyrinte de Versailles / Verf. der Prosa: Charles Perrault. Verf. der Verse: Isaac de Benserade. Stecher: W. Swidde. Amsteldam: Visscher, 1682. Digitalisierte Ausgabe der Universitäts- und Landesbibliothek Düsseldorf
- Stances

## Bibliographie
- Isaac de Benserade: Ballets pour Louis XIV. 2 Bände. Présentés et annotés par Marie-Claude Canova-Green. Société de Littératures Classiques u. a., Toulouse u. a. 1997, ISBN 2-908728-17-6.
- Marie-Françoise Christout, Le ballet de cour au XVIIe siècle. = The ballet de cour in the 17th century. Minkoff, Genf 1987, ISBN 2-8266-0812-6.
- Charles I. Silin: Benserade and his „Ballets de Cour“ (= The Johns Hopkins Studies in Romance Literatures and Languages. Extra Vol. 15, ISSN 0095-5973). The Johns Hopkins Press, Baltimore MD 1940 (Zugleich: Baltimore, Johns Hopkins Univ., Phil. Fak., Diss., 1934).